# SUPT20H
SUPT20H‏ (SPT20 homolog, SAGA complex component) هوَ بروتين يُشَفر بواسطة جين SUPT20H في الإنسان.